# Buxières-les-Mines
Buxières-les-Mines település Franciaországban, Allier megyében. Lakosainak száma 1001 fő (2022. január 1.). Buxières-les-Mines Chavenon, Murat, Rocles, Saint-Aubin-le-Monial, Saint-Hilaire, Saint-Sornin, Tortezais, Vieure és Ygrande községekkel határos.

## Népesség
A település népességének változása:
| Lakosok száma | 1661 | 1380 | 1241 | 1089 | 1055 | 1065 | 1058 | 1026 | 1010 | 1001 |
|               | 1968 | 1982 | 1990 | 2006 | 2013 | 2015 | 2017 | 2019 | 2020 | 2022 |